# 贊比西河帶平鰭鮠
贊比西河帶平鰭鮠（學名：Zaireichthys conspicuus），為輻鰭魚綱鯰形目平鰭鮠科的其中一種，為熱帶淡水魚，分布於非洲三比西河上游流域，體長可達3.5公分，棲息在底層水域，生活習性不明。

## 擴展閱讀
維基物種上的相關：贊比西河帶平鰭鮠